# Bokakhat
Bokakhat là một thị xã và là nơi đặt ủy ban khu vực thị xã (town area committee) của quận Golaghat thuộc bang Assam, Ấn Độ.

## Địa lý
Bokakhat có vị trí 26°38′B 93°36′Đ / 26,63°B 93,6°Đ Nó có độ cao trung bình là 76 mét (249 foot).

## Nhân khẩu
Theo điều tra dân số năm 2001 của Ấn Độ, Bokakhat có dân số 8844 người. Phái nam chiếm 54% tổng số dân và phái nữ chiếm 46%. Bokakhat có tỷ lệ 78% biết đọc biết viết, cao hơn tỷ lệ trung bình toàn quốc là 59,5%: tỷ lệ cho phái nam là 83%, và tỷ lệ cho phái nữ là 73%. Tại Bokakhat, 11% dân số nhỏ hơn 6 tuổi.